# Melinna fauchaldi
Melinna fauchaldi är en ringmaskart som beskrevs av José María Alfono Félix Gallardo 1968. Melinna fauchaldi ingår i släktet Melinna och familjen Ampharetidae. Inga underarter finns listade i Catalogue of Life.